# Arcidiocesi di Nubia
L'arcidiocesi di Nubia (in latino: Archidioecesis Nubiensis) è una sede soppressa e sede titolare della Chiesa cattolica.

## Storia
Nubia è il nome di un'antica regione collocata tra l'Egitto storico ed il regno di Axum lungo il corso del Nilo; essa fu il centro del regno di Kush, che si convertì al cristianesimo tra la fine del III secolo e l'inizio del IV. La chiesa nubiana seguì le sorti del patriarcato copto di Alessandria nelle controversie dottrinali seguite al concilio di Calcedonia (451); successivamente il patriarca di Alessandria elevò la chiesa nubiana a sede metropolitana.
Dal 1954 Nubia è annoverata tra le sedi arcivescovili titolari della Chiesa cattolica; la sede è vacante dal 29 dicembre 2011.

## Cronotassi degli arcivescovi titolari
- Elias Zoghbi † (2 settembre 1954 - 9 settembre 1968 nominato arcieparca di Baalbek)
- Paul Antaki † (9 settembre 1968 - 29 dicembre 2011 deceduto)